# Сельское поселение Павло-Слободское
Сельское поселение Павло-Слободское — упразднённое муниципальное образование (сельское поселение) в Истринском муниципальном районе Московской области.
Административный центр — село Павловская Слобода.

## Население
| 2006    | 2007    | 2008    | 2009    | 2010    | 2011    | 2012    | 2013    |
| ------- | ------- | ------- | ------- | ------- | ------- | ------- | ------- |
| 9674    | ↗10 168 | ↘10 082 | ↘10 008 | ↗10 484 | ↗10 708 | →10 708 | ↗11 006 |
| 2014    | 2015    | 2016    | 2017    |         |         |         |         |
| ↗11 424 | ↗12 136 | ↗12 904 | ↗14 285 |         |         |         |         |

## География
Расположено в восточной части района. Граничит с сельскими поселениями Обушковским и Ивановским, городскими поселениями Снегири и Дедовск, а также городским поселением Нахабино и сельским поселением Ильинским Красногорского района. Площадь территории сельского поселения — 59,06 км².

## История
Образовано в ходе муниципальной реформы, в соответствии с Законом Московской области от 28.02.2005 года № 86/2005-ОЗ «О статусе и границах Истринского муниципального района и вновь образованных в его составе муниципальных образований».
Законом Московской области от 22 февраля 2017 года № 21/2017-ОЗ, 11 марта 2017 года все муниципальные образования Истринского муниципального района — городские поселения Дедовск, Истра и Снегири, сельские поселения Бужаровское, Букарёвское, Ермолинское, Ивановское, Костровское, Лучинское, Новопетровское, Обушковское, Онуфриевское, Павло-Слободское и Ядроминское — были преобразованы, путём их объединения, в городской округ Истра.

## Состав
В состав сельского поселения входило 13 населённых пунктов:
| Вид     | Наименование               | Население, чел. (2010) |
| ------- | -------------------------- | ---------------------- |
| деревня | Борзые                     | 111                    |
| деревня | Веледниково                | 148                    |
| деревня | Жевнево                    | 29                     |
| деревня | Зеленково                  | 30                     |
| деревня | Ивановское                 | 56                     |
| деревня | Исаково                    | 97                     |
| деревня | Лешково                    | 116                    |
| деревня | Лобаново                   | 153                    |
| деревня | Новинки                    | 23                     |
| село    | Павловская Слобода         | 6327                   |
| село    | Рождествено                | 3335                   |
| посёлок | Станция Павловская Слобода | 3                      |
| деревня | Чёрная                     | 56                     |

## Местное самоуправление
11 октября 2009 года на должность главы сельского поселения Павло-Слободское был избран член партии «Единая Россия» Борис Дмитриевич Лукьянов. На муниципальных выборах по одномандатному избирательному округу он набрал 65,59 % голосов избирателей.
19 мая 2015 года Совет депутатов сельского поселения Павло-Слободское решил избрать Горькову Елену Евгеньевну Главой сельского поселения Павло-Слободское с 19 мая 2015 года на постоянной основе.
23 июня 2015 года Советом депутатов сельского поселения Павло-Слободское на должность Руководителя администрации сельского поселения Павло-Слободское назначен Савченко Георгий Олегович.

## Экономика
В деревне Лешково расположена фабрика по производству кондитерских изделий компании «Перфетти Ван Мелле».

## Археология
Вблизи деревни Борзые во время археологического исследования территории под строительство Международной школы Wunderpark нашли некрополь фатьяновской культуры, датируемый 2600—2500 годами до нашей эры. Археологический памятник получил название «Павловская слобода». Учёные собираются получить ДНК фатьяновцев из микрокостей, найденных в некрополе.